# Helena de Menezes
Helena de Menezes, född 22 januari 1927, död 13 december 2020, var en friidrottare från Brasilien. Hon deltog vid olympiska sommarspelen 1948 och olympiska sommarspelen 1952.